# Anne Kalmering
Anne Miriam Kalmering Josephson, född Kalmering 21 juni 1962 i Hägerstens församling i Stockholm, är en svensk sångerska, programledare och radioproducent.
Anne Kalmering kommer från en rysk-ashkenasisk familj, har studerat skådespeleri och sång vid Teaterstudion och har sedan barndomen varit engagerad inom judisk musik och kultur. Hon har framträtt med folksånger och skådespeleri på jiddisch, ladino och hebreiska från ashkenasisk och sefardisk tradition i Sverige och internationellt, bland annat på en mängd festivaler, i radio och tv. Ofta framträder hon med Stahlhammer Klezmer Classic eller i kulturförenande sammanhang som med Hans Caldaras.
Sedan flera år har hon varit verksam som producent och programledare på Sveriges Radio och Utbildningsradion, såsom med Tankar för dagen och barnradioproduktioner som Magiska skrinet och Högtider i Barnradion. På Sveriges Television har hon medverkat i programserier som Finkelsteins jeans (2015) och Aarons nya land (2015).
Hon är sedan 2005 gift med Ludvig Josephson och har med honom två döttrar, däribland Rebecka Josephson.

## Diskografi
- Ot Azoy (2000)
- Vilda Nätter (2003)
- Vayter (2019) tillsammans med Stahlhammer Klezmer Classic[9]